# Населення Домініки
Населення Домініки. Чисельність населення країни за підрахунками 2021 року становила 72,4 тис. осіб. Чисельність домінікців стабільно збільшується, народжуваність 2015 року становила 15,41 ‰ (129-те місце у світі), смертність — 7,91 ‰ (102-ге місце у світі), природний приріст — 0,21 % (183-тє місце у світі) . 

## Природний рух

### Відтворення
Народжуваність на Домініці, станом на 2015 рік, дорівнює 15,41 ‰ (129-те місце у світі). Коефіцієнт потенційної народжуваності 2015 року становив 2,04 дитини на одну жінку (116-те місце у світі).
Смертність на Домініці 2015 року становила 7,91 ‰ (102-ге місце у світі).
Природний приріст населення в країні 2015 року становив 0,21 % (183-тє місце у світі).

### Вікова структура

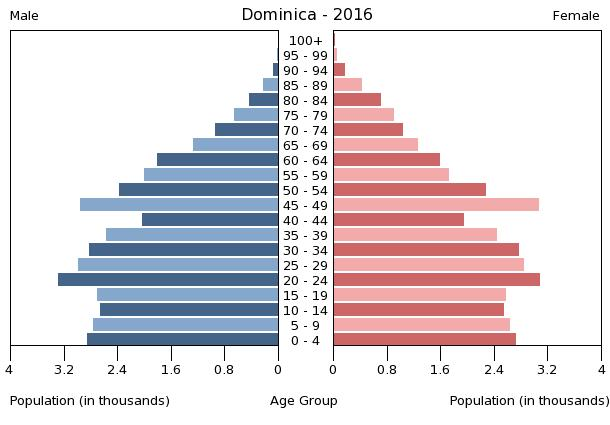
Віково-статева піраміда населення Домініки, 2016 рік

Середній вік населення Домініки становить 33 роки (90-те місце у світі): для чоловіків — 32,5, для жінок — 33,5 року. Очікувана середня тривалість життя 2015 року становила 76,79 року (78-ме місце у світі), для чоловіків — 73,82 року, для жінок — 79,91 року.
Вікова структура населення Домініки, станом на 2015 рік, виглядає таким чином:
- діти віком до 14 років — 21,96 % (8 265 чоловіків, 7 901 жінки);
- молодь віком 15—24 роки — 16,14 % (6 117 чоловіків, 5 761 жінки);
- дорослі віком 25—54 роки — 41,83 % (15 617 чоловіків, 15 170 жінок);
- особи передпохилого віку (55—64 роки) — 9,39 % (3 696 чоловіків, 3 213 жінок);
- особи похилого віку (65 років і старіші) — 10,69 % (3 463 чоловіка, 4 401 жінки)[2].

## Розселення
Густота населення країни 2015 року становила 96,9 особи/км² (111-те місце у світі). Населення острова концентрується вздовж морського узбережжя, найбільше поселення — Розо. Внутрішня вулканічна частина ненаселена.

### Урбанізація
Домініка високоурбанізована країна. Рівень урбанізованості становить 69,5 % населення країни (станом на 2015 рік), темпи зростання частки міського населення — 0,84 % (оцінка тренду за 2010—2015 роки).
Головні міста держави: Розо (столиця) — 15,0 тис. осіб (дані за 2014 рік).

### Міграції
Річний рівень еміграції 2015 року становив 5,38 ‰ (195-те місце у світі). Цей показник не враховує різниці між законними і незаконними мігрантами, між біженцями, трудовими мігрантами та іншими.

## Расово-етнічний склад
| Етнічний склад (2011 рік) | Етнічний склад (2011 рік) | Етнічний склад (2011 рік) | Етнічний склад (2011 рік) | Етнічний склад (2011 рік) |
| ------------------------- | ------------------------- | ------------------------- | ------------------------- | ------------------------- |
| Етнос:                    |                           |                           | Відсоток:                 |                           |
| темношкірі                | темношкірі                |                           | 86.6%                     | 86.6%                     |
| мішаного походження       | мішаного походження       |                           | 9.1%                      | 9.1%                      |
| місцеві племена           | місцеві племена           |                           | 2.9%                      | 2.9%                      |
| інші                      | інші                      |                           | 1.5%                      | 1.5%                      |

Головні етноси країни: темношкірі — 86,6 %, мішаного походження — 9,1 %, місцеві племена — 2,9 %, інші — 1,5 % населення (оціночні дані за 2001 рік).

## Мови
| Мови Домініки (2015 рік) | Мови Домініки (2015 рік) | Мови Домініки (2015 рік) | Мови Домініки (2015 рік) | Мови Домініки (2015 рік) |
| ------------------------ | ------------------------ | ------------------------ | ------------------------ | ------------------------ |
| Мова:                    |                          |                          | Відсоток:                |                          |
| англійська               | англійська               |                          | %                        | %                        |
| французька               | французька               |                          | %                        | %                        |

Офіційні мови: англійська і французька (місцева говірка).

## Релігії
| Релігії на Домініці (2012 рік) | Релігії на Домініці (2012 рік) | Релігії на Домініці (2012 рік) | Релігії на Домініці (2012 рік) | Релігії на Домініці (2012 рік) |
| ------------------------------ | ------------------------------ | ------------------------------ | ------------------------------ | ------------------------------ |
| Віросповідання:                |                                |                                | Відсоток:                      |                                |
| католики                       | католики                       |                                | 61.4%                          | 61.4%                          |
| протестанти                    | протестанти                    |                                | 28.6%                          | 28.6%                          |
| растафари                      | растафари                      |                                | 1.3%                           | 1.3%                           |
| свідки Єгови                   | свідки Єгови                   |                                | 1.2%                           | 1.2%                           |
| інші                           | інші                           |                                | 0.3%                           | 0.3%                           |
| атеїсти                        | атеїсти                        |                                | 6.1%                           | 6.1%                           |
| агностики                      | агностики                      |                                | 1.1%                           | 1.1%                           |

Головні релігії й вірування, які сповідує, і конфесії та церковні організації, до яких відносить себе населення країни: римо-католицтво — 61,4 %, протестантизм — 28,6 % (євангелізм — 6,7 %, адвентизм — 6,1 %, п'ятидесятництво — 5,6 %, баптизм — 4,1 %, методизм — 3,7 %, Церква Бога — 1,2 %, інші — 1,2 %), растафаріанство — 1,3 %, Свідки Єгови — 1,2 %, інші — 0,3 %, не сповідують жодної — 6,1 %, не визначились — 1,1 % (станом на 2001 рік).

## Освіта
Рівень письменності 2015 року становив 99 % дорослого населення (віком від 15 років): 99 % — серед чоловіків, 99 % — серед жінок. (125-те місце у світі).

## Охорона здоров'я
Забезпеченість лікарняними ліжками в стаціонарах — 3,8 ліжка на 1000 мешканців (станом на 2012 рік). Загальні витрати на охорону здоров'я 2014 року становили 5,5 % ВВП країни (112-те місце у світі).
Смертність немовлят до 1 року, станом на 2015 рік, становила 11,25 ‰ (128-ме місце у світі); хлопчиків — 14,94 ‰, дівчаток — 7,36 ‰.

### Захворювання
Станом на серпень 2016 року в країні були зареєстровані випадки зараження вірусом Зіка через укуси комарів Aedes, переливання крові, статевим шляхом, під час вагітності.
Кількість хворих на СНІД невідома, дані про відсоток інфікованого населення в репродуктивному віці 15-49 років відсутні. Дані про кількість смертей від цієї хвороби за 2014 рік відсутні.
Частка дорослого населення з високим індексом маси тіла 2014 року становила 25,9 % (61-ше місце у світі).

### Санітарія
Доступ до облаштованих джерел питної води 2015 року мало 95,7 % населення країни. Відсоток забезпеченості населення доступом до облаштованого водовідведення (каналізація, септик): в містах — 79,6 %, в сільській місцевості — 84,3 %, загалом по країні — 81,1 % (станом на 2007 рік). Споживання прісної води, станом на 2005 рік, дорівнює 0,02 км³ на рік, або 244,1 тонни на одного мешканця на рік.  

## Соціально-економічне положення
Дані про розподіл доходів домогосподарств в країні відсутні. За межею бідності 2009 року перебувало 29 % населення країни.
Станом на 2012 рік, в країні 5,9 тис. осіб не має доступу до електромереж; 93 % населення має доступ, в містах цей показник дорівнює 99 %, у сільській місцевості — 80 %. Рівень проникнення інтернет-технологій високий. Станом на липень 2015 року в країні налічувалось 50 тис. унікальних інтернет-користувачів (190-те місце у світі), що становило 67,6 % загальної кількості населення країни.

### Трудові ресурси
Загальні трудові ресурси 2001 року становили 25 тис. осіб (208-ме місце у світі). Зайнятість економічно активного населення у господарстві країни розподіляється таким чином: аграрне, лісове і рибне господарства — 40 %; промисловість і будівництво — 32 %; сфера послуг — 28 % (станом на 2002 рік). Безробіття 2000 року дорівнювало 23 % працездатного населення (176-те місце у світі).

## Кримінал

### Наркотики

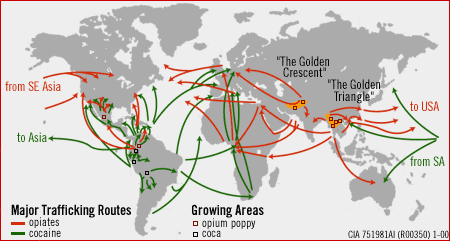
Світові маршрути наркотрафіку

Перевалочний пункт для наркотичних засобів, що прямують до США і Європи; незначне виробництво марихуани (оцінка ситуації 2008 року).

### Торгівля людьми
Згідно зі щорічною доповіддю про торгівлю людьми (англ. Trafficking in Persons Report) Управління з моніторингу та боротьби з торгівлею людьми Державного департаменту США, уряд Домініки докладає значних зусиль в боротьбі з явищем примусової праці, сексуальної експлуатації, незаконною торгівлею внутрішніми органами, але законодавство відповідає мінімальним вимогам американського закону 2000 року щодо захисту жертв (англ. Trafficking Victims Protection Act’s) не в повній мірі, країна знаходиться у списку другого рівня.

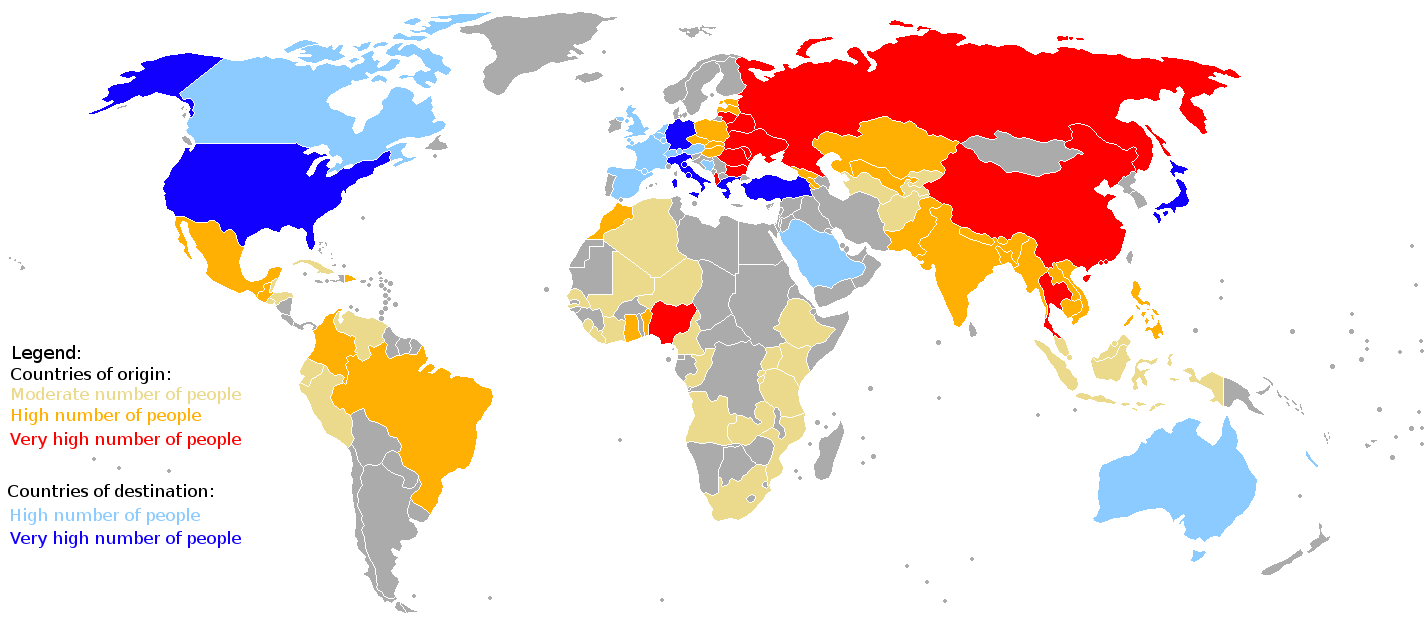
Країни-донори (червоний) і країни-реципієнти кримінальних потоків  (англ.)
Глобальна боротьба з торгівлею людьми (англ.)

## Гендерний стан
Статеве співвідношення (оцінка 2015 року):
- при народженні — 1,05 особи чоловічої статі на 1 особу жіночої;
- у віці до 14 років — 1,05 особи чоловічої статі на 1 особу жіночої;
- у віці 15—24 років — 1,06 особи чоловічої статі на 1 особу жіночої;
- у віці 25—54 років — 1,03 особи чоловічої статі на 1 особу жіночої;
- у віці 55—64 років — 1,15 особи чоловічої статі на 1 особу жіночої;
- у віці за 64 роки — 0,79 особи чоловічої статі на 1 особу жіночої;
- загалом — 1,02 особи чоловічої статі на 1 особу жіночої[2].

## Демографічні дослідження
Демографічні дослідження в країні ведуться рядом державних і наукових установ:

### Українською
- Атлас. 10-11 клас. Економічна і соціальна географія світу / упорядники :  О. Я. Скуратович, Н. І. Чанцева. — К. : ДНВП «Картографія», 2010. — ISBN 978-966-475-639-3.
- Атлас світу / голов. ред. І. С. Руденко ; зав. ред. В. В. Радченко ; відп. ред. О. В. Вакуленко. — К. : ДНВП «Картографія», 2005. — 336 с. — ISBN 9666315467.
- Безуглий В. В. Економічна і соціальна географія зарубіжних країн : Навчальний посібник. — К. : ВЦ «Академія», 2007. — 704 с. — ISBN 978-966-580-239-6.
- Безуглий В. В., Козинець С. В. Регіональна економічна і соціальна географія світу : Навчальний посібник. — видання 2-ге, доп., перероб. — К. : ВЦ «Академія», 2007. — 688 с. — ISBN 966-580-144-9.
- Головченко В. І., Кравчук О. Країнознавство: Азія, Африка, Латинська Америка, Австралія і Океанія. — К., 2006. — 335 с. — ISBN 966-8939-04-2.
- Гудзеляк І. І. Географія населення: Навчальний посібник / І. Гудзеляк. — Л. : Видавничий центр ЛНУ імені Івана Франка, 2008. — 232 с. — ISBN 978-966-613-599-8.
- Дахно І. І. Країни світу: Енциклопедичний довідник / І. І. Дахно, С. М. Тимофієв. — К. : Мапа, 2011. — 606 с. — (Бібліотека нового українця) — ISBN 978-966-8804-23-6.
- Дахно І. І. Економічна географія зарубіжних країн : навчальний посібник. — К. : Центр учбової літератури, 2014. — 319 с. — ISBN 978-611-01-0682-5.
- Джаман В. О. Регіональні системи розселення: демографічні аспекти. — Чернівці : Рута, 2003. — 392 с. — ISBN 9665685988.
- Дорошенко Л. С. Демографія: Навчальний посібник. — К. : МАУП, 2005. — 112 с. — ISBN 966-608-442-2.
- Дубович І. А. Країнознавчий словник-довідник. — 5-те вид., перероб. і доп. — К. : Знання, 2008. — 839 с. — ISBN 978-966-346-330-8.
- Економічна і соціальна географія країн світу. Навчальний посібник / За ред. Кузика С. П. — Л. : Світ, 2002. — 672 с. — ISBN 966-603-178-7.
- Загальна медична географія світу / В. О. Шевченко [та ін.] — К. : [б.в.], 1998. — 178 с.
- Книш М. М., Мамчур О. І. Регіональна економічна і соціальна географія світу (Латинська Америка та Карибські країни, Африка, Азія, Океанія) : навч. посіб. — Л. : ЛНУ ім. Івана Франка, 2013. — 368 с. — ISBN 978-617-10-0007-0.
- Крисаченко В. С. Динаміка населення: Популяційні, етнічні та глобальні виміри. — К. : Видавництво Національного інституту стратегічних досліджень, 2005. — 368 с. — ISBN 966-554-083-1.
- Кузик С. П., Книш М. М. Економічна і соціальна географія країн Америки : навч. посіб. — Л. : ЛНУ ім. Івана Франка, 1999. — 299 с. — ISBN 966-613-026-2.
- Любіцева О. О., Мезенцев К. В., Павлов С. В. Географія релігій. — К. : АртЕК, 1999. — 504 с. — ISBN 966-505-006-0.
- Масляк П. О. Країнознавство. — К. : Знання, 2007. — 292 с. — (Вища освіта XXI століття)
- Масляк П. О., Дахно І. І. Економічна і соціальна географія світу / П. О. Масляк, І. І. Дахно ; за ред. П. О. Масляка. — К. : Вежа, 2003. — 280 с. — ISBN 966-7091-53-8.

### Російською
- (рос.) Доминика // Демографический энциклопедический словарь / главн. ред. Валентей Д. И. — М. : Советская энциклопедия, 1985. — 608 с.
- (рос.) Доминика // Латинская Америка. Энциклопедический справочник [в 2-х тт.] / Главный редактор В. В. Вольский. — М. : Советская энциклопедия, 1979. — Т. 1. А-К. — 576 с.
- (рос.) Доминика // Страны и народы. Америка. Общий обзор Латинской Америки. Средняя Америка / Редкол. : отв. ред. В. В. Вольский, Я. Г. Машбиц и др. — М. : «Мысль», 1981. — 333 с. — (Страны и народы) — 180 тис. прим.
- (рос.) Атлас народов мира / Отв. ред. С. И. Брук и В. С. Апенченко. — М. : ГУГК ГГК СССР и Институт этнографии им. Н. Н. Миклухо-Маклая АН СССР, 1964. — 185 с. — 20 тис. прим.
- (рос.) Численность и расселение народов мира. Этнографические очерки / под ред. С. И. Брука. — М. : Издательство АН СССР, 1962. — 487 с.
- (рос.) Лаппо Г. М. География городов: Учебное пособие для географических факультетов вузов. — М. : Туманит, изд. центр ВЛАДОС, 1997. — 476 с. — ISBN 5-691-00047-0.
- (рос.) Ягельский А. География населения. — М. : Прогресс, 1980. — 383 с.